# Буйда Юрій Васильович
Ю́рій Васи́льович Буйда́ (29 серпня 1954 селище Знаменськ, Калінінградська область) — російський письменник, редактор, журналіст. Лауреат премії «Велика книга» (2013).

## Життєпис
Юрій Васильович Буйда народився в 1954 році в селищі Знаменськ Калінінградської області в родині службовців. Закінчив Калінінградський університет в 1982 році. Працював фотокореспондентом, журналістом, заступником головного редактора обласної газети. З 1991 року проживає в Москві і з цього ж року публікується як прозаїк. Він автор роману «Дон Доміно» (1994; шорт-лист премії «Російський Букер» [1]), книги «Прусська наречена» (1998), відзначеної малою премією ім. Аполлона Григор'єва і також входила в шорт-лист Букерівської премії. У 2013 році за роман «Злодій, шпигун і вбивця» письменник Юрій Буйда отримав третю премію «Велика книга». Публікувався в журналах «Новий світ», «Прапор», «Жовтень», «Дружба народів» та ін. Його твори перекладені на німецьку, польську, фінська, французька, японська мови. Його книги з кінця 90-х видаються у Франції, Англії, Норвегії, Польщі, Іспанії та інших країнах.
Співпрацював з «Російської газетою», «Независимой газетой», з журналами «Новий час», «Прапор», був оглядачем газети «Известия». Опісля став редактором видавничого дому «Коммерсант».

## Книги
- Пруська наречена. — М .: Нове літ. огляд: Рос. ПЕН-центр, 1998. — 308 с. ISBN 5-86793-045-9
- Швидше хмара, ніж птах: Роман та оповідання. — М .: Вагриус, 2000. — 444 с. — 5000 екз. ISBN 5-264-00214-2
- Жовтий будинок: щина. — М .: Нове літ. огляд, 2001. — 492 с. — 3000 екз. ISBN 5-86793-119-6
- Жунглі: розповіді. — М .: Ексмо, 2010. — 382 с .: іл. — 3000 екз. ISBN 978-5-699-45653-6
- Всі пропливають: [збірник]. — М .: Ексмо, 2011. — 702 с. — 2100 екз. ISBN 978-5-699-47216-1 (в пер.)
- Синя кров: роман. — М .: Ексмо, 2011. — 288 с. — 2000 екз. ISBN 978-5-699-49891-8 (в пер.)
- Злодій, шпигун і вбивця: роман. — М .: Ексмо, 2013. — 316 с. (ISBN 978-5-699-62607-6
- Дон Доміно: романи. — М .: Ексмо, 2013. — 316 с. ISBN 978-5-699-64459-9
- Леви і лілії: розповіді. — М .: Ексмо, 2013. — 442 с. — 3000 екз. ISBN 978-5-699-66011-7
- Ермо: роман: [16+] — М .: Ексмо, 2013. — 282 с. — 2500 екз. ISBN 978-5-699-68167-9
- Яд і мед: повість та оповідання: [18+] — М .: ЕКСМО, 2014. — 282 с. — 4000 екз. ISBN 978-5-699-69562-1
- Послання пані моєї лівій руці. [16+] — М .: Ексмо, 2014. — 284 с. — 2000 екз. ISBN 978-5-699-70799-7
- Жінка в жовтому: [18+] — М .: Е, 2015. — 346 с. — 1500 екз. ISBN 978-5-699-79239-9
- Цейлон: роман [18+] — М .: Е, 2015. — 412 с. — 4000 екз. ISBN 978-5-699-83371-9
- Залишаючи Аркадію: книга змін: роман [18+] — М .: Е, 2016. — 314 с. — 1500 екз. ISBN 978-5-699-90768-7
- Став: роман [18+] — М .: Е, 2017. — 426 с. — 1500 екз. ISBN 978-5-699-99508-0
- П'яте царство: роман [18+] — М .: АСТ, Редакція Олени Шубіної, печ. 2018. — 350 с. — 2000 екз. ISBN 978-5-17-107785-3

## Літературні премії
- Премія журналу «Жовтень» (1992)
- Шорт-лист премії «Російський Букер» (1994) «Дон Доміно»;
- Премія журналу «Знамя» (1995);
- Премія журналу «Знамя» (1996);
- Премія ім. Аполлона Григор'єва за книгу «Прусська наречена» (1998);
- Шорт-лист премії «Російський Букер» (1999) «Прусська наречена»;
- Премія журналу «Знамя» (2011) за роман «Синя кров»;
- Премія «Велика книга» (2013) за роман «Злодій, шпигун і вбивця».[5]